# Manfred Wörner
Manfred Hermann Wörner (24. září 1934 Stuttgart – 13. srpna 1994 Brusel) byl německý politik, představitel Křesťanskodemokratické unie (CDU). V letech 1982 až 1988 byl německým ministrem obrany, ve třech kabinetech Helmuta Kohla. V letech 1988 až 1994 byl generálním tajemníkem NATO. Byl prvním a dosud jediným Němcem v této funkci.

## Život
Byl synem švábského obchodníka s textilem, narodil se ve stuttgartské čtvrti Bad Cannstatt. Byl protestant, po válce vedl místní protestantskou mládežnickou skupinu. Jeho otec provozoval několik obchodů v Coburgu, Karlsruhe a Reutlingenu.
Od roku 1953 studoval práva na univerzitách v Heidelbergu, Paříži a na Univerzitě Ludvíka-Maxmiliána v Mnichově. Tam roku 1957 absolvoval a v roce 1959 získal doktorát pod vedením odborníka na mezinárodní právo Friedricha Berbera.
V roce 1961 nastoupil do správy spolkové země Bádensko-Württembersko. V letech 1962 až 1964 pracoval v administrativě zemského sněmu Bádenska-Württemberska ve Stuttgartu. V roce 1965 byl vládním radou na okresním úřadě v Göppingenu.
Wörner patřil k tzv. bílým kohortám (ročníky Němců, které se po druhé světové válce nepovolávaly), a proto neabsolvoval základní vojenskou službu v Bundeswehru. V létě 1966 se nicméně přihlásil k vojenskému cvičení, kde získal pilotní průkaz na proudové letouny Starfighter u stíhací 34. bombardovací perutě 34 Memmingenu. Poté absolvoval několik dalších dobrovolných vojenských cvičení. V roce 1968 byl povýšen na nadporučíka. Následovala jmenování kapitánem (1970) a majorem (1974) a podplukovníkem v záloze letectva (1977).
Od roku 1953 byl členem mládežnické organizace CDU Junge Union a v roce 1956 vstoupil do strany. Od roku 1973 byl členem federálního výkonného výboru CDU. V letech 1968 až 1972 byl výkonným předsedou strany, v letech 1972 až 1988 místopředsedou a v letech 1988 až 1994 členem správní rady Nadace Konrada Adenauera, která je blízká straně. Roku 1965 byl prvně zvolen do Spolkového sněmu ve volebním obvodě Göppingen a byl poslancem až do roku 1988 (znovuzvolen 1969, 1972, 1976, 1980, 1983 a 1987). V letech 1969 až 1972 byl jedním z místopředsedů poslaneckého klubu CDU/CSU. Byl obranným expertem CDU. V roce 1974 zaujal stanovisko, že tehdejší Západní Německo by nemělo podepsat Smlouvu o nešíření jaderných zbraní. Byl členem, v letech 1976 až 1980 pak předsedou obranného výboru Spolkového sněmu. V letech 1969 až 1972 byl též členem sportovního výboru Spolkového sněmu, který připravoval letní olympijské hry v Mnichově v roce 1972.
4. října 1982 jmenován spolkovým ministrem obrany v prvním kabinetu Helmuta Kohla. Zasazoval se o sblížení s Francií v bezpečnostních otázkách a byl považován za představitele úzké transatlantické spolupráce. Vedl kampaň za vývoj letounu "Jäger 90" (pozdější Eurofighter).
V roce 1984 způsobil vyvolal takzvanou Kießlingovou aféru. Spoléhajíc se na Vojenskou kontrarozvědku (MAD), klasifikoval čtyřhvězdičkového generála a tehdejšího zástupce vrchního velitele NATO Güntera Kießlinga jako bezpečnostní riziko kvůli jeho údajné homosexualitě. Dne 8. prosince 1983 rozhodl o generálově předčasném odchodu do důchodu. Obvinění však byla později vyvrácena, takže se Wörner za svůj "spěch" omluvil a nabídl kancléři svou rezignaci. To však Kohl odmítl. Kießling byl znovu přijat do služby 1. února 1984.
V úřadě prožil i uvolnění mezinárodního napětí způsobené Gorbačovovým nástupem v Sovětském svazu. Přispěl k tomuto procesu například tím, že v roce 1987 se na jeho popud důstojníci Bundeswehru poprvé zúčastnili vojenského cvičení Varšavské smlouvy.
Dne 11. prosince 1987 byl zvolen generálním tajemníkem NATO. Na funkci ministra obrany rezignoval 18. května 1988 a 1. července 1988 byl oficiálně inaugurován generálním tajemníkem. Během jeho funkčního období došlo ke konci studené války. V červenci uskutečnil jako první generální tajemník NATO v historii návštěvu Moskvy. Fotografie z jeho procházky po Rudém náměstí obletěla svět jako symbol změn té doby. Roku 1991 navštívil i Prahu. Pod jeho vedením NATO hledalo nový smysl existence. Na summitu v Bruselu v roce 1994 byla tak na Wörnerův návrh potvrzena transformace NATO v alianci předcházející konfliktům. Rozšíření aliance na východ nepodporoval. Krátce před svou smrtí se mu podařilo založit Partnerství pro mír, platformu, na níž NATO komunikuje s nečlenskými státy, které o to stojí. Vedl také úspěšnou kampaň za začlenění znovusjednoceného Německa do aliance. Zemřel ve funkci, na následky rakoviny tlustého střeva. Byl pohřben na vesnickém hřbitově v Hohenstaufenu u Göppingenu. Oficiální smuteční řeč na státním ceremoniálu v zasedacím sále Spolkového sněmu vedl Helmut Kohl.